# 겅후이창
겅후이창(중국어: 耿惠昌, 병음: Gěng Hùichāng, 1951년 ~ )은 중화인민공화국의 정치인이다. 2007년 이후, 중국공산당 중앙위원회 위원이다. 중화인민공화국 국가안전부장을 역임했다.

## 생애
1985년 국제관계학원미국연구소 부소장으로 거쳐 1990년 연구소장이 되었고, 미국 사회를 전문적으로 연구했다. 당시 저서로 《미국의 신우익 운동》이 있다. 1992년 중국현대국제관계연구소 소장을 지냈다. 1998년 9월, 중화인민공화국 국가안전부 부부장을 거쳐 2007년 8월 30일에 부장에 임명되었다.